# شبه جزيرة زامبوانجا
شبه جزيرة زامبوانجا هي منطقة في الفلبين، تقع في Mindanao (island group) ‏، بلغ عدد سكانها 3,407,353 نسمة وذلك حسب إحصائيات سنة 2010، عاصمتها باجاديان، تبلغ مساحتها 17,056.73 كيلومتر مربع.

## التقسيمات الإدارية
- زامبوانجا ديل نورت
- زامبوانجا ديل سور
- زامبوانجا سيبوجاي
- مدينة ايزابيلا
- مدينة زامبوانجا.